# Enalcyonium euniceae
Enalcyonium euniceae is een eenoogkreeftjessoort uit de familie van de Lamippidae. De wetenschappelijke naam van de soort is voor het eerst geldig gepubliceerd in 1973 door Stock.